# Nikkei
Nikkei (日系 nikkei?, "hijos del sol") es el nombre con el que se designa a los emigrantes de origen japonés y a su descendencia. Específicamente se denominan issei a los inmigrantes nacidos en Japón, nisei a los hijos de japoneses, sansei a los nietos, yonsei a los bisnietos, y gosei a los tataranietos de los inmigrantes nacidos en el exterior.

## Comunidades nikkei en el mundo
Según datos de 1999, hay 3 500 000 personas de origen japonés en el extranjero.[cita requerida]
El número de personas de ascendencia nipona en Brasil se estima entre 1,6 y 2,0 millones de personas, dependiendo de la fuente de referencia.

### Argentina
En Argentina la colectividad nikkei llega a 115 000 personas.

### Brasil
Aunque la inmigración japonesa hacia el Brasil empezó en 1908 con la llegada del buque Kasato Maru, Brasil alberga actualmente la más grande comunidad nikkei fuera de Japón. El número de personas con ascendencia japonesa en Brasil es aproximado entre 1.6 hasta 2 millones de personas dependiendo de la fuente de referencia.

### Chile
En 1992 la Sociedad Japonesa de Beneficencia con auspicio de la JICA realizó el primer censo de nikkei en Chile, resultando para ese entonces una población de 1614 personas, en la cual fueron contabilizadas las generaciones 1.ª, 2.ª, 3.ª, 4.ª y más. Del total, el 27,88 % es japonés puro y el 72,12 % es mestizo. Actualmente se estima que la población nikkei asciende a 3800 personas; entre ellos, 1108 residentes temporales, 504 residentes permanentes, y cerca de otros mil descendientes nacidos en el país.

### Perú
La comunidad nikkei en Perú alcanza más de 500 000 personas—ciudadanos japoneses, hasta seis generaciones, según cálculos de la Asociación Peruano Japonesa, que incluyen a los más de 54 mil nikkei peruanos que llegaron a Japón desde fines de la década de 1980 como dekasegi, sin contar su descendencia.
Esta migración comenzó hacia 1899 con la autorización del gobierno peruano a la inmigración japonesa posterior al Tratado de Paz, Amistad, Comercio y Navegación entre Perú y Japón de 1873.[cita requerida]